# الغريب (فلم 2021)
فيلم الغريب، هو فيلم درامي فلسطيني أُنتج عام 2021 م، من إخراج أمير فخر الدين. اُختير الفيلم ليكون المدخل الفلسطيني لجائزة أفضل فيلم روائي عالمي بلغة أجنبية في حفل توزيع جوائز الأوسكار الرابع والتسعين. فاز الفيلم بجائزة Edipo Re Award من مهرجان فينيسيا السينمائي الدولي، وترشح لجائزة Giornate degli Autori Award. كما أنه قد فاز بجائزة أفضل فيلم عربي في مهرجان القاهرة السينمائي في الدورة 43.

## قصة الفيلم
تدور احداث الفيلم في في مرتفعات الجولان سوريا المحتلة، حيث يواجه طبيب سابق أزمة وجودية قبل أن يلتقي بجندي غامض جريح في الحرب الأهلية السورية. الفيلم من تاليف وأخراج أمير فخر الدين.

## الجوائز والترشيحات
فاز الفيلم بجائزة Edipo Re Award من مهرجان فينيسيا السينمائي الدولي، بالإضافة إلى ترشحه لجائزة Giornate degli Autori Award. إضافة إلى أنه فاز بجائزة أفضل فيلم عربي في مهرجان القاهرة السينمائي في الدورة 43.

## فريق العمل
- أشرف برهوم في دور عدنان
- محمد بكري في دور أبو عدنان
- عزت أبو جبل
- هيثم عمري
- عامر حليحل
- إلهام عرف
- أمل قيس

## وصلات خارجية
- The Stranger  في قاعدة بيانات الأفلام على الإنترنت (بالإنجليزية)